# بيتر إم. كانون
بيتر إم. كانون (بالإنجليزية: Angus M. Cannon)‏ هو كاتب أمريكي، ولد في 17 مايو 1834، وتوفي في 7 يونيو 1915 بسبب سكتة.